# 八堵油庫槍擊事件
八堵油庫槍擊事件，是指發生於1996年12月4日，在中華民國空軍基隆八堵油庫發生的槍擊事件。空軍防砲警衛司令部所屬空軍防砲警衛指揮部警衛第四營第一連二兵蔡照政因軍中管教問題，不適應軍中生活，在值衛哨勤務時持步槍殺人後自戕，造成三死三傷的慘劇。

## 事件經過
1996年12月4日上午七時用餐後，第四營第一連連部，除了上哨的戰士以外，未上哨人員在中山室準備清槍，二兵蔡照政擔任警戒任務。7:20，上兵陳明賢帶隊準備帶哨，蔡照政突然舉起T65K2步槍朝陳明賢左胸射擊，造成陳明賢中槍倒地。接著蔡照政衝入餐廳，朝正在用餐、背對著他的中尉輔導長何裕成射擊。坐在何裕成
對面的排附聽見槍聲，隨即逃離。出蔡照政殺完陳何兩人後，進入連部辦公室，見人就射。下士班長許智偉、上兵劉順為、上兵陳信宏躲避不及，中槍。最後，蔡照政步出連部辦公室，在中廊朝自己前額開槍自殺。
槍擊案發生後，第四營第一連打電話向基隆市警察局119勤務中心求助，並以軍車將遭到槍擊的何裕成等五人送醫。何裕成與劉順為被送往國軍八一二醫院（2015年改為三軍總醫院基隆分院），七時五十分何裕成傷重不治，劉順為膝部中彈、無生命危險。許智偉、陳明賢與陳信宏被送往長庚紀念醫院基隆分院急救，八時三十分陳明賢傷重不治，許智偉仍在加護病房觀察中。陳信宏肩部中槍、無生命危險，後來被轉送國軍八一二醫院。

## 後續
空軍總司令部專案小組調查發現，蔡照政雖然在自述說自己「合群外向」，但在下部隊後不常跟弟兄交談，實際上個性內向；空軍防砲警衛指揮部政戰室主任史芳林曾找他訪談。而根據與蔡照政同期受訓的同袍蔡姓士兵說法，蔡照政曾說警衛素質低落，也許造成他跟同袍格格不入的狀況。
蔡照政父親說，蔡照政曾對他說有時候站衛兵一站就是十幾個鐘頭，老兵不高興時隨時可以叫人扛著槍跑幾圈，上廁所也要老兵同意，而且集體進出使蔡照政感到緊張。
蔡照政母親則說，蔡照政在案發前一星期打電話回家，詢問家人是否讓他簽志願役預備軍官，因為聽說預官會比較輕鬆；但後來並沒有簽。而在案發前一天的通話中，蔡照政在電話中好像快哭出來了，她問蔡照政「怎麼回事」，蔡照政只說「愈講只會愈糟糕」。她原先要去看蔡照政，結果就傳出槍擊事件。
事件發生後，有輿論指出，中華民國國軍基層部隊心理輔導員額不足：國軍堪稱四十餘萬大軍的員額，心輔專業人員編制只有133人；心輔專業人員擴編之議已提出兩三年，卻不見下文。國軍師級以上單位才設心理輔導官，空軍防砲警衛司令部只有一位心輔官；而空軍心輔官只有35人，其中空軍總司令部、空軍軍官學校各設一位少校心輔官，其餘33位心輔官都是上尉。
監察委員康寧祥申請自動調查。
許智偉現況：成為繪本作家，作品有《我的粉蠟筆》、《四季》、《誰來陪我唸故事書？》、《過年就是要吃阿媽的菜頭粿和外婆的蘿蔔糕》

## 外部連結
- 郭啟齡：回應八堵油庫士兵暴行事件（页面存档备份，存于）
- 八堵營區槍擊事件回顧（页面存档备份，存于）